# Tolkalska baterija
Tolkalska baterija je skupina tolkal v zabavno-glasbenih ansamblih.
Osnovni deli so bas boben, mali boben (snare/verbl), hi-hat (štop činela), crash in ride činela ter prehodni bobni (tomtomi) in kotli (floor tomi), v razširjeni obliki pa lahko baterija vsebuje še veliko ostalih tolkal.
Na bas boben in hi-hat igramo z nogo na pedalo, ostalo pa igramo z udarjanjem s palicami. Ker je hitrost igranja z nogo glede na zmogljivosti rok dokaj majhna si nekateri bobnarji omislijo dva bas bobna, ali pa posebno dvojno bas pedalo, ki se pritrdi na bas boben tako, da nanj igramo z obema nogama.